# Зотиков, Владимир Иванович (футболист)
Владимир Иванович Зотиков (16 января 1949, Москва) — советский футболист, защитник, полузащитник.
Воспитанник московской ФШМ. С 1968 года — в составе «Локомотива» Москва. В 1969 году провёл три матча в чемпионате СССР, в 1970—1971 сыграл 35 матчей, забил два гола в первой лиге. Вторую часть сезона-71 провёл в симферопольской «Таврии» во второй лиге. В 1972—1974 годах играл в первой лиге за «Шинник» Ярославль.
В сезонах 1975/76 — 1978/79 играл в чемпионате Будапешта за команду Южной группы войск. В 1980—1981 годах — в чемпионате Москвы за «Красный Октябрь».